# Last Call with Carson Daly

Last Call with Carson Daly est une émission de télévision nocturne américaine présentée par Carson Daly et diffusée depuis 2002 sur NBC. L'émission est consacrée à la musique, et se présente sous la forme de plusieurs séquences de reportages, interviews, ou diffusion de performances musicales. 
Elle est diffusée chaque jour de semaine à 1h 35 heure de l'Est (ou 0h 35 heure du Centre). L'émission est rediffusée plus tard dans la nuit sur la chaîne musicale du câble Fuse TV.